# Busilovac
Busilovac (en serbe cyrillique : Бусиловац) est un village de Serbie situé dans la municipalité de Paraćin, district de Pomoravlje. Au recensement de 2011, il comptait 874 habitants.
Busilovac est officiellement classé parmi les villages de Serbie.

## Démographie
| 1948  | 1953  | 1961  | 1971  | 1981  | 1991  | 2002  | 2011 |
| ----- | ----- | ----- | ----- | ----- | ----- | ----- | ---- |
| 1 316 | 1 370 | 1 386 | 1 390 | 1 329 | 1 187 | 1 041 | 874  |

|  |